# Förbönskatedralen (1910)
Förbönskatedralen, (ryska: Покровский собор; translitteration: Pokrovskyj sobor) också kallad Katedralen för den Helige Theotokos förbön, (Собор Покрова Пресвятой Богородицы/Sobor Pokrova Presvjatoj Bogoroditsy) är en rysk gammal-ortodox katedral belägen på Novokuznetskajagatan 38 i Zamoskvoretje distrikt i Moskva.
Katedralen tillhör Novozybkovs ärkestift och är även en av de största kyrkorna inom den ryska gammal-ortodoxa kyrkan.

## Historik
Förbönskatedralen ritades av arkitekten V. P. Desiatov.
Grundstenen lades den 12 oktober 1908 och katedralen invigdes den 26 september 1910. Kostnaden för byggandet översteg 100 000 rubel (runt 13 000 svenska kronor).
Gudstjänsterna leddes av prästen Michail Volkov. Dock hölls gudstjänsterna där för den Rysk-ortodoxa gammalrituella kyrkan, och inte för den Ryska gammal-ortodoxa kyrkan.

### Sovjettiden
Den sista gudstjänsten under kommunisttiden hölls den 22 maj 1932, varefter katedralen stängdes ner.

### Efter sovjettiden
1990 blev den en del av den ryska gammal-ortodoxa kyrkan.
Den första gudstjänsten efter att Sovjetunionen hade upplösts hölls den 18 januari 1991.
2000 flyttades kyrkans primas hit från staden Novozybkov och har sedan dess varit sätet för patriarken av den ryska gammal-ortodoxa kyrkan, Aleksander av Moskva.

## Katedralen

### Exteriör
- Katedralen är byggd i rysk-bysantinsk stil och fasaden är gjord av tegel.[3]

- Katedralen har två stycken kupoler med varsitt ortodoxa kors på och ett klocktorn.

- På baksidan finns en absid som också har ett ortodoxt kors på. Ortodoxa kors kan man också se på fasaden.

### Interiör
- Målningarna inne i katedralen gjordes av Y.A. Bogatenkos ikonmålningsverkstad. Verkstaden arbetade enligt de gammaltroende ortodoxas ikonografi.

## Galleri

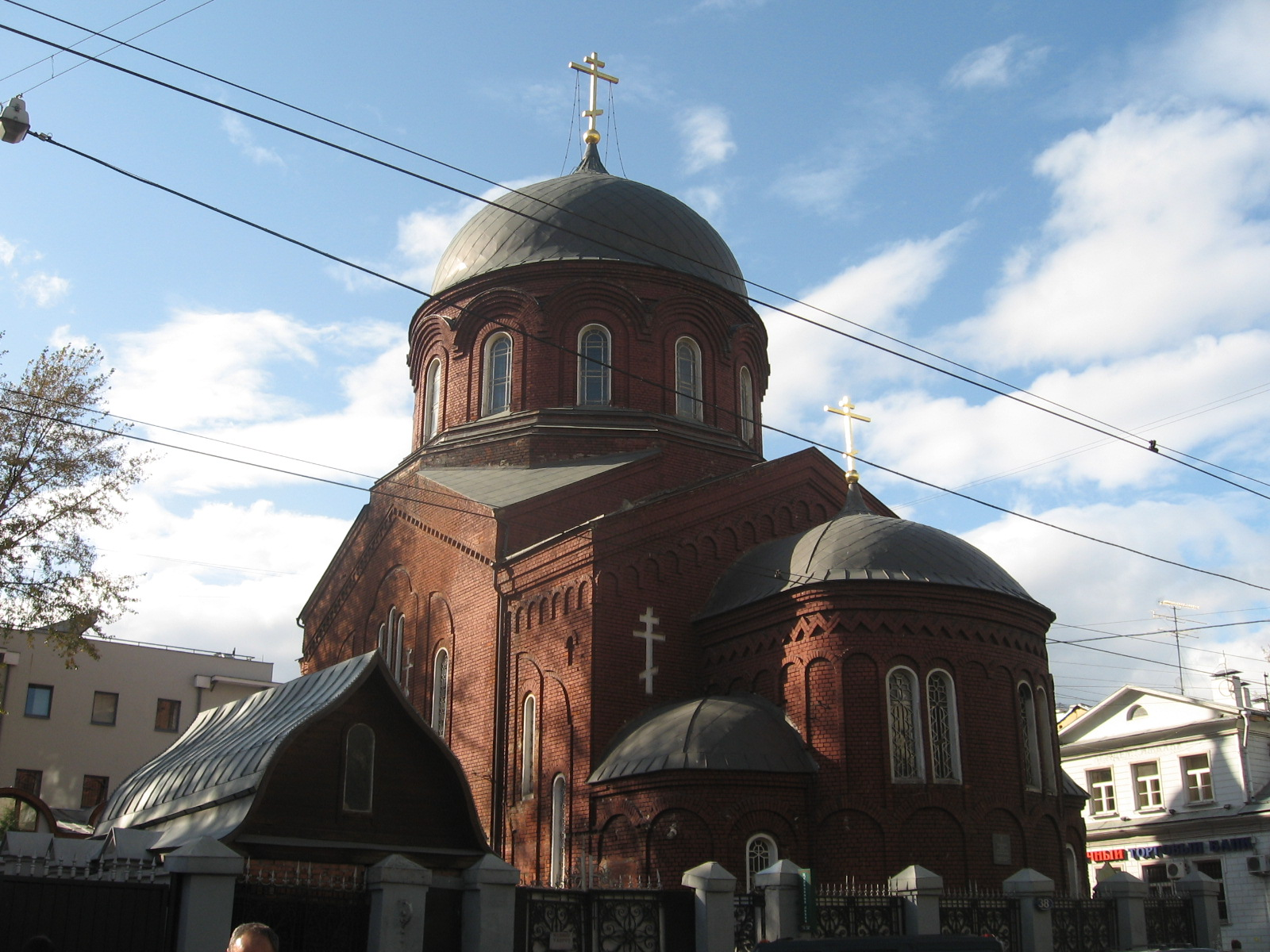
Baksidan.
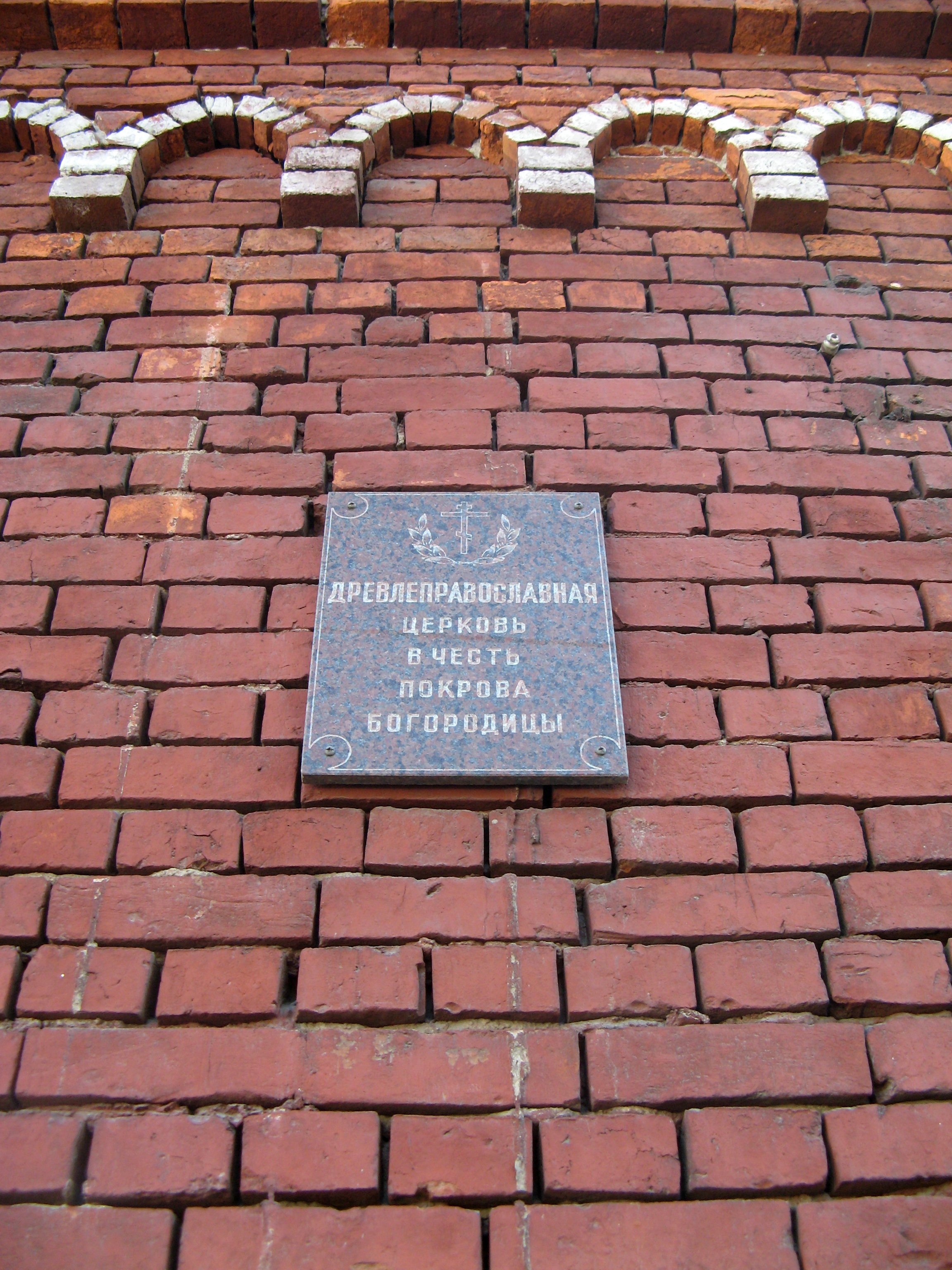
Närmare bild på fasaden.

Bilder på katedralens interiör: Престольный Праздник Покровского кафедрального собора Москвы — Официальный сайт Русской Древлеправославной Церкви (raoc.info)